# CFL Premier Division 2024
La CFL Premier Division 2024 è la 126ª edizione della Calcutta Football League, la divisione calcistica più alta a livello statale del Bengala Occidentale.

## Stagione

### Aggiornamenti
La CFL Premier Division del 2024, come l'edizione precedente, ha ventisei squadre divise in due gruppi nella prima fase, dove ogni squadra giocherà dodici partite in un girone all'italiana. Dopo di che, le prime tre squadre dei due gruppi passeranno al round di campionato, dove ogni squadra giocherà altre cinque partite per determinare il campione. Le ultime quattro squadre di entrambi i gruppi giocheranno il round di retrocessione. L'Indian Football Association ha anche annunciato che ogni squadra deve schierare quattro giocatori dello "stato di casa" negli undici giocatori in ogni momento. Le prime tre squadre di entrambi i gruppi si sono qualificate per il turno Super Six con i punti della fase a gironi riportati. Nella fase Super Six verrà implementata la goal-line technology, primo utilizzo di questa tecnologia in una competizione calcistica indiana.

## Stadi
- Amal Datta Krirangan, Dumdum
- Bankimanjali Stadium, Naihati
- Bibhutibhushan Bandyopadhyay Stadium, Barrackpur
- Bidhannagar Municipal Sports Complex, Bidhan Nagar
- East Bengal Ground, Calcutta
- Eastern Ground, Hooghly-Chinsurah
- Kalyani Stadium, Kalyani
- Kishore Bharati Krirangan, Calcutta
- Mohammedan Sporting Ground, Calcutta
- Mohun Bagan Ground, Calcutta
- Netaji Sports Complex, Kamalgazi
- Rabindra Sarobar Stadium, Calcutta
- Uluberia Stadium, Howrah
- Salt Lake Stadium, Calcutta

## Squadre
| Club            | Allenatore          | Capitano              |
| --------------- | ------------------- | --------------------- |
| Army Red        | Manish Wahi         | Renzong Lepcha        |
| Aryan           | Rajdeep Nandy       | Sandip Patra          |
| BSS Sporting    | Souren Dutta        | Subhankar Das         |
| Diamond Harbour | Kibu Vicuña         | Raju Gaikwad          |
| Kalighat MS     | Patham Thapa        |                       |
| Kidderpore      | Sayantan Das Roy    | Prosenjit Chakroborty |
| Measurers       | Rajib Dey           | Chattu Mondal         |
| Mohammedan      | Hakim Ssengendo     | Tanmoy Ghosh          |
| Pathachakra     |                     | Subhajit Mandi        |
| Southern Samity | Dipankar Biswas     | Rajesh Rajbhar        |
| Suruchi Sangha  | Ranjan Bhattacharya | Amit Tudu             |
| United SC       | Steven Herbots      | Tarak Hembram         |
| Wari            | Swapan Biswas       | Kamran Farooque       |

| Club                        | Allenatore            | Capitano               |
| --------------------------- | --------------------- | ---------------------- |
| Bhawanipore                 | Shahid Raman          | Jiten Murmu            |
| Calcutta Customs            | Biswajit Bhattacharya | Suvam Sen              |
| Calcutta Police             | Bijoy Ghosh           | Koushik Goala          |
| East Bengal                 | Bino George           | Aditya Patra           |
| Eastern Railway             |                       | Antoni Soren           |
| George Telegraph            | Goutam Ghosh          | Sourish Lodh Chowdhury |
| Template:Calcio Kalighat MS | Johor Das             | Bishal Chhetri         |
| Mohun Bagan SG              | Deggie Cardozo        | Suhail Bhat            |
| Peerless                    | Hemanta Dora          | Donlad Diengdoh        |
| Police                      | Rajesh Rajbhar        | Deep Dey               |
| Railway                     | Amit Tudu             | Sudipta Banerjee       |
| NBP Rainbow                 | Aditya Chatterjee     | Sourav Dasgupta        |
| Tollygunge Agragami         | Arindam Deb           | Avinabo Bag            |

## Classifica

### Gruppo A
|  | Pos. | Squadra         | Pt | G  | V  | N | P | GF | GS | DR  |
|  | ---- | --------------- | -- | -- | -- | - | - | -- | -- | --- |
|  | 1.   | Diamond Harbour | 32 | 12 | 10 | 2 | 0 | 32 | 7  | +25 |
|  | 2.   | Suruchi Sangha  | 24 | 12 | 7  | 4 | 2 | 19 | 9  | +10 |
|  | 3.   | Mohammedan      | 19 | 12 | 4  | 5 | 3 | 24 | 14 | +10 |
|  | 4.   | Kidderpore      | 19 | 12 | 5  | 4 | 3 | 16 | 15 | +1  |
|  | 5.   | United SC       | 18 | 12 | 5  | 3 | 5 | 15 | 10 | +5  |
|  | 6.   | BSS Sporting    | 15 | 12 | 3  | 6 | 3 | 11 | 16 | -5  |
|  | 7.   | Southern Samity | 14 | 12 | 4  | 2 | 6 | 16 | 15 | +1  |
|  | 8.   | Pathachakra     | 14 | 12 | 4  | 2 | 6 | 14 | 16 | -2  |
|  | 9.   | Aryan           | 12 | 12 | 3  | 3 | 6 | 16 | 16 | 0   |
|  | 12.  | Measurers       | 12 | 12 | 3  | 3 | 6 | 14 | 23 | -9  |
|  | 11.  | Wari            | 12 | 12 | 3  | 3 | 6 | 15 | 29 | -14 |
|  | 12.  | Kalighat MS     | 11 | 12 | 2  | 5 | 5 | 7  | 13 | -6  |
|  | 13.  | Army Red        | 10 | 12 | 2  | 4 | 6 | 13 | 28 | -15 |

Legenda:

      Ammesse alla fase Super Six
      Partecipanti al Gruppo retrocessione.

### Gruppo B
|  | Pos. | Squadra                 | Pt | G  | V  | N | P | GF | GS | DR  |
|  | ---- | ----------------------- | -- | -- | -- | - | - | -- | -- | --- |
|  | 1.   | East Bengal             | 34 | 12 | 11 | 1 | 0 | 35 | 4  | +31 |
|  | 2.   | Bhawanipore             | 31 | 12 | 10 | 1 | 1 | 35 | 4  | +31 |
|  | 3.   | Calcutta Customs        | 24 | 12 | 7  | 3 | 2 | 22 | 13 | +9  |
|  | 4.   | Peerless                | 19 | 12 | 6  | 1 | 5 | 20 | 14 | +6  |
|  | 5.   | Kalighat                | 19 | 12 | 6  | 1 | 5 | 21 | 17 | +4  |
|  | 6.   | Mohun Bagan SG          | 16 | 11 | 4  | 4 | 3 | 26 | 12 | +14 |
|  | 7.   | Calcutta Police         | 15 | 11 | 4  | 3 | 4 | 8  | 10 | -2  |
|  | 8.   | George Telegraph        | 15 | 12 | 5  | 0 | 7 | 12 | 20 | -8  |
|  | 9.   | NBP Rainbow             | 13 | 12 | 2  | 7 | 3 | 15 | 17 | -2  |
|  | 10.  | Template:Calcio Railway | 10 | 12 | 3  | 1 | 8 | 11 | 29 | -18 |
|  | 11.  | Eastern Railway         | 8  | 12 | 2  | 2 | 8 | 5  | 28 | -23 |
|  | 12.  | Police                  | 7  | 12 | 1  | 4 | 7 | 10 | 25 | -15 |
|  | 13.  | Tollygunge Agragami     | 5  | 12 | 1  | 2 | 9 | 13 | 40 | -27 |

Legenda:

      Ammesse alla fase Super Six
      Partecipanti al Gruppo retrocessione.

## Super Six
|  | Pos. | Squadra          | Pt | G  | V  | N | P | GF | GS | DR  |
|  | ---- | ---------------- | -- | -- | -- | - | - | -- | -- | --- |
|  | 1.   | East Bengal      | 43 | 15 | 13 | 2 | 0 | 46 | 7  | +39 |
|  | 2.   | Diamond Harbour  | 39 | 15 | 12 | 3 | 0 | 39 | 8  | +31 |
|  | 3.   | Bhawanipore      | 36 | 16 | 11 | 3 | 2 | 42 | 10 | +32 |
|  | 4.   | Calcutta Customs | 29 | 17 | 8  | 5 | 4 | 28 | 25 | +3  |
|  | 5.   | Suruchi Sangha   | 28 | 17 | 8  | 5 | 5 | 23 | 22 | +1  |
|  | 6.   | Mohammedan       | 22 | 16 | 5  | 6 | 5 | 30 | 20 | +10 |

L'East Bengal ha ottenuto la vittoria a tavolino contro il Mohammedan a causa della violazione di quest'ultimo della regola son of the soil.

Dato che il Diamond Harbour gioca già un campionato statale, la promozione alla I-League 3rd Division va di diritto al Calcutta Customs.
Legenda:

      Vincitore della CFL Premier Division.
      Idoneo per la I-League 3 2025-2026.

### Gruppo retrocessione
|  | Pos. | Squadra             | Pt | G  | V | N | P  | GF | GS | DR  |
|  | ---- | ------------------- | -- | -- | - | - | -- | -- | -- | --- |
|  | 1.   | Army Red            | 23 | 17 | 6 | 5 | 6  | 21 | 29 | -8  |
|  | 2.   | Kalighat MS         | 19 | 17 | 4 | 7 | 6  | 16 | 17 | -1  |
|  | 3.   | Wari                | 18 | 17 | 5 | 3 | 9  | 25 | 38 | -13 |
|  | 4.   | Police              | 17 | 17 | 4 | 5 | 8  | 15 | 27 | -12 |
|  | 5.   | Eastern Railway     | 14 | 17 | 4 | 2 | 11 | 13 | 39 | -26 |
|  | 6.   | Tollygunge Agragami | 5  | 17 | 1 | 2 | 14 | 13 | 54 | -41 |

Legenda:

      Retrocesse in CFL 1st Division.